# Сан Николас
Сан Николас (шп. San Nicolás) је град у Аргентини у покрајини Буенос Ајрес. Према процени из 2005. у граду је живело 129.868 становника.

## Становништво
Према процени, у граду је 2005. живело 129.868 становника.
| 1980.  | 1991.   | 2001.   |
| ------ | ------- | ------- |
| 98.495 | 119.302 | 125.408 |